# Morning Musume Single Medley ~Hawaiian~
Singles par Morning Musume
Sōda! We're Alive
(20 février 2002) Do it! Now
(24 juillet 2002)
Morning Musume Single Medley ~Hawaiian~ (モーニング娘。シングルメドレー～ハワイアン～) est un single de Takagi Boo to Morning Musume, Coconuts Musume, Fujimoto Miki, Ishii Rika (高木ブーとモーニング娘。・ココナッツ娘。・藤本美貴・石井リカ).

## Présentation
Le single sort le 26 juin 2002 au Japon sur le label zetima. Il atteint la 9e place du classement Oricon, et y reste classé pendant 4 semaines. Il sort également au format "single V" (VHS et DVD contenant le clip vidéo) un mois plus tard.
La chanson-titre est un medley de sept titres écrits et composés par Tsunku et précédemment sortis en singles par le groupe de J-pop Morning Musume : The Peace!, Renai Revolution 21, I Wish, Summer Night Town, Love Machine, Sōda! We're Alive, et Happy Summer Wedding. Ces titres sont ré-interprétés ici en "version hawaïenne" par le chanteur Boo Takagi, accompagné de chanteuses du Hello! Project : les membres d'alors de Morning Musume, Ayaka et Mika du groupe "hawaïen" Coconuts Musume, et les solistes Miki Fujimoto et Rika Ishii.
La chanson-titre figurera sur l'album de reprises de titres de Morning Musume Hawaiian de Kiku Morning Musume Single Collection qui sort deux semaines après, puis sur la compilation Special Unit Mega Best de fin 2008. La chanson en "face B" est une reprise de la chanson-titre du single Furusato sorti en 1999.

## Morning Musume
- 1er génération : Kaori Iida, Natsumi Abe
- 2e génération : Kei Yasuda, Mari Yaguchi
- 3e génération : Maki Goto
- 4e génération : Rika Ishikawa, Hitomi Yoshizawa, Nozomi Tsuji, Ai Kago
- 5e génération : Ai Takahashi, Asami Konno, Makoto Ogawa, Risa Niigaki

## Liste des titres
Single CD
1. Morning Musume Single Medley ~Hawaiian~ (モーニング娘。シングルメドレー～ハワイアン～?)
2. Furusato (Hawaiian Version) (ふるさと (ハワイアンVersion)?)
3. Morning Musume Single Medley ~Hawaiian~ (モーニング娘。シングルメドレー～ハワイアン～?) (Instrumental)

Single V (VHS/DVD)
1. Morning Musume Single Medley ~Hawaiian~ (モーニング娘。シングルメドレー～ハワイアン～?)
2. Making Eizo (おまけ映像?)